# グロモボーイ (フリゲート)
グロモボーイ（露: «Громобо́й»）は、ロシア帝国の建造した 53門級帆走スクリューフリゲートである。ロシア帝国海軍での正式な分類では、フリゲート（фрегатъ）に類別された。
艦名は、著名な作家・詩人による文学作品に登場するキエフ・ルーシ時代の人物グロモボーイにちなむ。ロシア史上、 5番目のスクリューフリゲートである。

## 概要

### 建造
「グロモボーイ」は、ロシア最初の量産型スクリューフリゲート「イリヤー・ムーロメツ」の同型艦として、クリミア戦争の最中である1854年6月8日に発注・契約された。
1855年2月23日にはフィンランド大公国・ゲリシンクフォールスの商用造船所にて起工、同年2月28日付けでバルト艦隊に編入され、同年4月3日に建造が開始された。しかし、1855年6月28日から6月29日にかけてのイギリス・フランス艦隊によるスヴェーアボルク砲撃のため、工事は一時中断された。このため、艦の配備はクリミア戦争に間に合わなかった。1857年6月8日には進水し、同年秋には竣工した。1858年に受領、配備された。

### 設計
「グロモボーイ」の排水量は一世代前の戦列艦に迫る 3200トン まで増加していた。動力装置には、サンクトペテルブルクの電鍍鋳造機械企業で製造された水平単式機関を搭載していた。この蒸気機関は 700指示馬力を発揮し、それによって 8ノットの速力を得られる計画であったが、実際には 7.5ノットに留まった。
武装は、新しい 60ポンド (196mm)爆撃砲を主砲としていた。1862年時点での武装は、16門の60ポンド砲 No2、4門の 30ポンド砲 No.1と10門の30ポンド砲 No.2を下層砲列甲板の閉塞砲列に、 1門の60ポンド砲 No.1と2門の30ポンド砲 No.1、 2門の 30ポンド砲 No.2を甲板上の開放砲列に搭載していた。1866年から1868年の武装は、22門の60ポンド砲 No.2を下層砲列甲板に装備し、1門の60ポンド砲 No.1と6門の30ポンド砲 No.2、16門の30ポンド砲 No.3、8門の12ポンド長身砲を上層甲板に搭載していた。1871年には下層砲列甲板の武装は変わらなかったが、甲板上の開放砲列については4門の30ポンド砲 No.1、8門の12ポンド長身砲に変更された。

### 経歴
「グロモボーイ」は、1858年には K・I・イストーミン海軍少将の地中海艦隊に編入され、地中海へ派遣された。このときの地中海艦隊は、バルト艦隊から派遣される戦列艦「レトヴィザン」、フリゲート「グロモボーイ」、蒸気フリゲート「リューリク」、コルベット「バヤーン」と「メドヴェーチ」からなっていた。その後、1858年にはジェノヴァに地中海艦隊の戦列艦「レトヴィザン」、フリゲート「ポルカーン」と「グロモボーイ」、蒸気フリゲート「リューリク」とコルベット「バヤーン」が終結した。これら地中海艦隊の艦船は、1859年から1860年にかけてヨーロッパの火種となったイタリア半島沖でプレゼンスを発揮し、イタリア統一戦争の中、両シチリア王国の崩壊を見届けた。重要な局面にあって、艦隊はロシアの海軍元帥であるコンスタンチン・ニコラエヴィチ大公に直接指揮された。1860年には地中海に派遣されていた姉妹艦「イリヤー・ムーロメツ」がクロンシュタットへ帰り、交替のフリゲート「オスリャービャ」が派遣された。続いて、1860年中にフリゲート「ゲネラール＝アドミラール」、「グロモボーイ」、「オレーク」が地中海へ派遣された。
1860年代初頭までに、「イリヤー・ムーロメツ」の船体は修繕が必要になった。しかしながら、1862年3月9日に発生した装甲艦「モニター」と「メリマック」によるハンプトン・ローズ海戦が、「グロモボーイ」の命運を決した。ロシア帝国海軍省は、装甲艦の時代の到来によって時代遅れとなった木造非装甲艦に対する値の張る修理を断念する決定を採択した。「グロモボーイ」は武装解除され、その船体は閉塞船としてクロンシュタットへの進入路へ沈めるため、ロシア帝国軍事省技術局の配下に置かれることとなった。「グロモボーイ」は1872年6月9日に海軍を退役し、武装解除の上で競売にかけられ、売却・解体された。艦名は、1898年に起工した装甲巡洋艦に受け継がれた。

### 暦
ロシア帝国では、正教会の祭事に合わせてユリウス暦を使用していた。そのため、このページではユリウス暦に準拠した年月日を記載する。以下に記載するのは、今日の日本やロシア連邦などで使用されているグレゴリオ暦に換算した年月日である。
1. 1 2  3月7日
2. 1 2  6月20日
3. ↑  5月17日
4. ↑  6月21日
5. ↑  6月20日
6. ↑  3月12日
7. ↑  4月15日
8. ↑  7月10日
9. ↑  7月11日
10. ↑  3月21日